# ロシアのバレーボール選手一覧
この記事はロシアのバレーボール選手一覧（-せんしゅいちらん）である。
既に記事があるものに関してはCategory:ロシアのバレーボール選手を参照されたい。
この項目はCategoryではないので、記事の無い選手について赤リンクのままにしておく事が出来る。記事の無いものに関しては一時的に簡単な説明（時代、クラブ）等を併記しておいて構わない。

## 男子
- アントン・アスタシェンコフ
- ニコライ・アパリコフ
- パーベル・アブラーモフ
- ウラジミール・アレクノ
- ヤロスラフ・アントーノフ
- ドミトリー・イリニフ
- コンスタンチン・ウシャコフ
- アンドレイ・エゴルチェフ
- アレクセイ・オスタペンコ
- アレクセイ・オブモチャエフ
- ルスラン・オリフベル
- セルゲイ・オルレンコ
- アレクセイ・カザコフ
- アンドレイ・クズネツォフ（1991年欧州選手権優勝）
- エフゲニー・クラシリニコフ（1991年欧州選手権優勝）
- セルゲイ・グランキン
- パーベル・クルグロフ
- アレクセイ・クレショフ
- アレクサンドル・ゲラシモフ（2002年ワールドリーグ優勝）
- アレクサンドル・コサレフ
- ヴァレリー・コマロフ
- ヴァレリー・ゴリュチェフ
- アレクサンドル・コルネーエフ
- セルゲイ・ゴルブノフ（1991年欧州選手権優勝）
- ヴァレンティン・ゴルベフ
- ユーリ・コロヴィアンスキー（1991年欧州選手権優勝）
- ビャチェスラフ・ザイツェフ
- アレクサンドル・サビン（バレーボール殿堂）
- ユーリ・サペガ（1991年欧州選手権優勝）
- イリア・サベリエフ
- パーベル・シシュキン
- エフゲニー・シボジェレス
- アレクサンドル・シャッチン（1991年欧州選手権優勝）
- オレーク・シャトーノフ
- ウラジミール・シュクリーヒン
- アレクセイ・スピリドノフ
- アレクサンドル・ソコロフ
- ユーリ・チェレドニク（1991年欧州選手権優勝）
- ゲンナジー・シプリン
- イゴール・チュレポフ
- スタニスラフ・ディネイキン
- セルゲイ・テチューヒン
- ワジム・ハムツキフ
- セルゲイ・バラノフ
- ドミトリー・フォーミン
- アレクサンドル・ブツコ
- タラス・フテイ
- ビャチェスラフ・プラトーノフ（1991年欧州選手権監督）
- アレクセイ・ベルボフ
- ユーリー・ベレジュコ
- アレクサンドル・ボルコフ
- セミョン・ポルタフスキー
- アルチョム・ヴォルヴィッチ
- アンドレイ・ヴォロンコフ（ロシア代表監督）
- セルゲイ・マカロフ
- エフゲーニ・ミトコフ
- マキシム・ミハイロフ
- ドミトリー・ムセルスキー
- パーヴェル・モロズ
- ロマン・ヤコブレフ
- イゴール・ルノフ（1991年欧州選手権優勝）

## 女子
- マリナ・アクロワ
- イリーナ・キリロワ
- イリーナ・スミルノーワ
- エフゲーニャ・アルタモノワ
- バレンティーナ・オギエンコ
- エカテリーナ・ガモワ
- タチヤナ・グラチェワ
- ナターリア・クリコワ
- スベトラーナ・クリュチコワ
- エレーナ・ゴーディナ
- アレクサンドラ・コルコベッツ
- タチアナ・ゴルシュコワ
- ナタリヤ・サフローノワ
- イネッサ・サルグシアン
- マリナ・シェシェニナ
- オルガ・ジトワ
- リュボフ・シャチコワ
- エレーナ・チューリナ
- オルガ・チュカノワ
- エリザベータ・ティーシェンコ
- イリナ・テベニヒナ
- オルガ・ニコラエワ
- エレーナ・バシレフスカヤ
- マリア・ブルンツェワ
- エレーナ・プロトニコワ
- アナスタシア・ベリコワ
- オルガ・ポタショーワ
- マリア・ボロダコワ
- ユリア・メルクロワ
- タチヤナ・メンソーワ
- ナターリヤ・モロゾワ
- マリア・ペレペルキナ
- タチアナ・コシェレワ
- エフゲーニャ・スタルツェワ